# Lantis
Lantis är ett vardagligt och ofta nedsättande ord för en person som är från landsbygden samt lite bortkommen och tafatt.
Inför riksdagsvalet 1998 använde Anna Kinberg Batra ordet i det medialt mycket uppmärksammade uttalandet "stockholmare är smartare än lantisar". Kinberg Batra beskrev 2014 uttalandet som "det dummaste jag har sagt offentligt".